# Dacrycarpus cumingii
Dacrycarpus cumingii är en barrträdart som först beskrevs av Filippo Parlatore, och fick sitt nu gällande namn av De Laub.. Dacrycarpus cumingii ingår i släktet Dacrycarpus, och familjen Podocarpaceae. IUCN kategoriserar arten globalt som livskraftig. Inga underarter finns listade i Catalogue of Life.